# Masacre de Westroads Mall
La masacre del Westroads Mall se produjo el 5 de diciembre de 2007 en Omaha, Nebraska, Estados Unidos. Se saldó con un total de 9 muertos, incluido el asesino, y 5 heridos. El asesino fue Robert A. Hawkins, un joven de 19 años, que en la nota de suicidio argumentaba que quería "ser famoso". El tiroteo fue efectuado mediante un rifle en los grandes almacenes Von Maur, bastante concurridos debido a las compras prenavideñas. Fue el crimen más mortal en Nebraska desde los asesinatos cometidos por Charles Starkweather en 1958.